# R-TYPE FINAL2
『R-TYPE FINAL2』（アール・タイプ ファイナルツー）は、グランゼーラより2021年4月29日に発売されたゲームソフトであり、PlayStation 4・Xbox One・Xbox Series X/S・Nintendo Switch・PC（Steamなど）に対応している。
2023年3月23日発売のPlayStation 5版『R-TYPE FINAL 3 EVOLVED』（アール・タイプ ファイナルスリー エボルブド）も本記事で扱う。

## 概要
『R-TYPE』シリーズとしては2009年発売の『R-TYPE TACTICS II -Operation BITTER CHOCOLATE-』以来12年、シューティングとしては2003年発売の『R-TYPE FINAL』以来実に18年振りとなる完全新作。制作は松尾悟郎、デザイナーは九条一馬。
ティーザートレーラーを2019年4月1日にグランゼーラがリリース。また、クラウドファンディングが5月に行われることが発表された。
時代設定は『R-TYPE FINAL』より後のバイドの事実上の討伐後であり、時折発生するバイドの残党との散発的な戦いを繰り返しながら、後世に残す戦闘記録の収集が目的となっている。
プレイアブル機体やメインステージなどが段階的にアップデートされ、2021年秋から末にかけて『R-TYPE FINAL3』へのグレードアップを予定していたが遅れが生じていた。2022年8月10日に『R-TYPE FINAL2.5』へグレードアップされたが、『FINAL3』へのグレードアップが競技ステージのオンライン化の不手際で世界地域や各ハードでばらつきが起こり、PlayStation 4版と『EVOLVED』以外のハードへの競技ステージのオンライン化の実装が中止となった。
『EVOLVED』はPlayStation 5版限定ステージ7つ・アップデートによりメタバース機能が追加されており、PlayStation VR2対応ダウンロードコンテンツが配信される予定。なお、後述のオマージュステージなどのダウンロードコンテンツはこれまで通り別途ダウンロードする形態となっている。

## 制作

### 背景
2003年当時の『ファミ通』とのインタビュー中で『FINAL』でやりきったと考え、続編を作らない旨を述べていたが、エイプリールフールネタである「R-TYPE FINAL2 -グランドフィナーレの野望-」や関係者との話し合いのなかで『R』を意識するようになる。
九条には「ファンを裏切るのではないか？」という懸念があったものの、『巨影都市』や『絶体絶命都市4Plus -Summer Memories-』などに携わり、 シューティングゲームとしての新作を出せるかもしれないと考えるグランゼーラは、続編を望むTwitter上の寄せられた期待に答えるため、クラウドファンディング により「R-TYPE FINAL2」制作資金を募る。
タイトルについては他の案が出なかったようだが、2019年の『ファミ通』で九条は「ダメもとで、プロデューサーの松尾（松尾悟郎氏）に「タイトル、『R-TYPE FINAL2』だとだめだよね？」と、恐る恐る聞いてみたら、松尾が「いいじゃないですか。その方が“（グランゼーラ）らしい”ですよ」と返してくれて。そこでふっ切れて、『R-TYPE FINAL2』でいくことにしました。タイトルが決まったら、すっきりして一層やる気が湧きましたよ。」と述べている。一方で、制作責任者自身が『R-Type Rebirth』『R-Type Reboot』『Re:R-Type』などの案を出したが、“こんな賢そうなタイトルはダメだ”“前作を「FINAL」と言ったことをうやむやにしてはいけない”と考え直した、という話もある。
なお、『FINAL』公式サイトの“チャート式機体相性診断”に「忘れた頃にFINAL2が出ると信じている。」という問い掛けがあった。

### 開発
『R-TYPE Δ』『FINAL』からゲームのルールやシステムを引き継ぐ一方で、ゲームエンジンのアンリアルエンジン4を採用し、“『R-TYPE』の深化・横スクロールシューティングの進化”を打ち立てる。
『FINAL』に登場した一部の機体やステージなどには『R-TYPE TACTICS』『TACTICS II』の設定を新たに組み込みながらも、闇雲に自機の種類を増やすのではなく、プレイヤーにとって愛着の湧く存在として描く方針が立てられている。
のちに『海底大戦争』や、『TACTICS II』で没になったTP-2M2なども組み込まれた。

### 広報
GameSparkのG.Suzukiが九条へのインタビューの中で、生放送“グランゼーラの集い”などでユーザーから進捗報告の滞りが指摘されていたことについて触れ「新型コロナウイルスの流行も全体のリソース配分を難しくしたのではないか？」と質問している。これに対し九条は「コロナの影響というよりはむしろ、地味な部分の多い開発の進捗報告をしても面白くないことや、ゲームの仕様上ネタバレになってしまうため、滞ってしまった」と答えつつも「もっと進捗の知らせ方を工夫できたのではないか？」と振り返っており「お詫びとして2020年9月に“R-TYPE FINAL 2の集い”を配信した」と説明している。

## システム
『Δ』『FINAL』から引き続きDOSE（ドース）システムが採用。フォースに敵や敵弾を当てるたびにDOSEゲージがたまり、満タンになるとフォースが強化されて攻撃力が上昇。さらにゲージを全て消費して画面全体を攻撃する強力なスペシャルウェポンを発動できる。ただし難易度が上がるとDOSEゲージの上昇量が低下し、フォースの強化やスペシャルウェポンの使用が難しくなる。
なお、自機がフル装備や無敵・DOSEゲージがフルになるアイレムコマンドや、『FINAL』のステージ開始時に表示されていた文章やAI対戦モードは現状存在しない。
アップデートにより最低難易度限定のスローモードが実装、攻略が楽になった。実装当初は使用ボタンを変えることができず、さらにはそのボタンの機能が使えなくなる不具合があったが、設定に組み込まれることで問題無く動作するようになった。
2022年8月10日のアップデートでミスしても装備を失わない・波動砲のチャージ時間短縮ができるチケットが“ショップ”で購入可能になった。また、2023年5月12日のアップデートでビットを常時フル装備・開始時にDOSEゲージをフルにできるチケットが購入可能になり、チケットの累計消費数が一定を超える度セールが開催されるようになった。セール中は“メニュー”でショップの隣に“ON SALE！”と表示されいずれかのステージへ出撃するまで継続する。

### 登場人物
主人公でありプレイヤー自身であるパイロットのデフォルトネームはジェイド・ロス、性別は男性。ヘルメットやスーツはショップで購入することで変更可能となる。
名前と性別も任意に変更可能（例を挙げるとリョウ・ミナモトやリィザ・ステファニーや沢村翔（さわむら・しょう）など）で、一切喋らず素顔はヘルメットで見えない。また、名前や性別を変えるとムービーでは名前を省略されて呼んでもらえなくなる。

### 機体
最初に扱えるのはR-9A、R-9D、R-9Fの3機。
バイド機体を除く機体の本体やキャノピーの色も変更可能、エンブレムなどのデカールを貼り付けることもできる。色などを調節することで、アラビアンムーン仕様のR-9Aなど特別機体の再現も可能。
当初実装されていた機体は『FINAL』の半分以下だったが、2022年3月16日に既存101機が揃った。
機体はステージクリアで手に入るソルモナジウム、エーテリウム、バイドルゲンを必要数投資することで順次使用可能になる。手順は『FINAL』同様特定ステージの攻略や別機体開発完了の他、パスワードの入力もある。また、支援者用パスワードによる新機体、アップデートによる新機体、ダウンロードコンテンツによる新機体も存在する。なお、『FINAL』ではプレイ時間が使用条件のものもあったが、本作では存在しない。

### ステージ
公式サイトには「敵の死骸から新たな敵が生成され、プレイを重ねるほどに強力な敵が生み出されていきます。プレイヤー機体だけでなく、ステージも進化する」とあるが、実際は地面や天井にある既存の死骸など（地形）から現れる形であり単にプレイを重ねても別に敵は変化しない。
ステージはどれも新規に作られているが、過去作をモデルにしたステージもある。
ステージ分岐は小型輸送機“ジャンクション”が出すアイテムで選択、何も取らなかった場合は次のステージをランダムに選択する。
ボス戦で長時間戦わずに居るとタイムアウト（自爆するかどこかへ去ってゆく）でクリアとなる。ただし7.1、E7.0、X7.0、Z7.0、Z7.1（隠しボス）以外の最終ステージでは強制的にやり直しとなる。
歴代シリーズを再現したオマージュステージがダウンロードコンテンツとして配信。『SUPER R-TYPE』『イメージファイトII』『TACTICS』はオマージュされなかったが、『GALLOP』については“グランゼーラの集い2”にてファンからの要望に対し九条がメインステージとして追加する旨の発言をしている。
2022年8月10日には専用ステージにてスペシャルウェポン使用不可・残機0・コンティニュー不可・ボス無しでゴールを目指す競技モードが実装された。PlayStation 4版と『EVOLVED』のみアップデートにより最大6人までのオンライン競争プレイが可能になった。
なお、ステージクリアでステージタイトル名を自由に編集可能になる他、ゲームクリアで本作のタイトルを変更できるようになる。ただし、ゲームタイトルはロゴの組み合わせでのみ変更可能（例『R-TYPE FINAL2』→『BYDO TACTICS BURST』）。

## ステージ

### メインステージ
| 面  | STAGE                        | 解説 | ボス                                           |
| --- | ---------------------------- | --- | ---------------------------------------------- |
| 1.0 | 調査・放棄された宇宙都市     | 宇宙都市の残骸内部が舞台。人型兵器の“タブロック21型”“ゲインズ”、ガウパー幼体の群れが住み着いたヨルムンガンド級輸送艦の残骸である“腐敗輸送艦”などが登場。ステージの終盤に“バイドシステムαとバイドフォース”が1体だけいて背景の奥からこちらを見ているが、その理由は後のステージで判明する。なお、難易度R-TYPER以上になるとこのバイドシステムαとバイドフォースが後ろから追いかけてくる。ボスはシリーズ恒例・RPG『神仙伝』に最終ボス（じゃようちゅう）として登場したドプケラドプスなのだが、難易度BYDO以下では全身が氷漬けの状態で登場し、腹部の本体が氷を突き破って登場するのみで、全貌を見ることができない。攻撃方法は過去作とは異なっており、凍っているため尻尾を全く動かさない。難易度R-TYPER以上で氷が無くなって全貌を見ることができ、攻撃方法が変化するのだが相変わらず尻尾は動かさない。 | 氷塊の中でうごめくモノ 氷塊の中でうごめくモノ+ |
| 2.0 | 破壊・侵された植物工場       | バイドに汚染された植物工場が舞台。ある程度自機を追尾する花粉“ポフリ”を大量に射出する巨大釣鐘草“グラフロース”や『FINAL』に登場した羽虫“キート”と羽虫の巣“キートコローニアン”など、とても小さな敵を大量に発射してくる敵が多い。ボスは『R-TYPE』のドップを彷彿させる2体のマシン。変則的な移動をしつつ種子をばらまき触手“テーベ”をステージ中に繁殖させて自機の動きを制限させてくる。弱点もドップと同じく左右どちらかにあるコアであり、場合によってはフォースレーザーなど後方への攻撃手段が必要になる。 | ヤテベオルクス・ハーベスター                   |
| 3.0 | 突入・奪われた人工知能研究所 | シリーズ恒例の巨大戦艦ステージ。人工知能研究所やその周囲の宇宙空間で、複数のパーツが合体分離を行う巨大戦艦“ディストラクション”を追撃する。耐久力の高い浮遊戦車“オーライ”の軍団も『FINAL』の浮遊砲台のように巨大戦艦の死角を守るかの如く攻撃を仕掛けてくる。ボスも恒例の巨大戦艦コアで、コアから噴水のように大量の弾を噴出する攻撃や、放射状に撃つ三本のレーザーで薙ぎ払う攻撃を行う。また、ボスとの戦闘中も定期的に雑魚敵が出現し妨害を行ってくる。2023年5月31日のアップデートでボス戦前辺りにジャンクションが追加、それによって次のステージ（4.x）が分岐するように。 | D・コア                                        |
| 4.0 | 掃討・宇宙基地跡地の生命体群 | バイドに汚染されたかつての地球軍基地が舞台。バイドシステムαとバイドフォースの編隊やショットで壊れる細胞壁のほか、普段は蓋に覆われ蓋が盾として機能する生物砲台“ジェルリー”、背中への攻撃が効かない蛹のような生命体“トーマム”など、正面からの攻撃が通用しない敵が多い。ボスの“リリル・プロトタイプ”は後述のネスグ・オ・シームと同様の天井からワイヤーで吊るされているタイプの溶鉱炉。攻撃を当てると揺れ始めるほか、四基のブースターで自ら揺れることができ、それによる体当たりや下部からの液体投下（液体は地面に残り定期的に上に弾を発射してくる）で攻撃を行う。リリル・プロトタイプも道中の敵と同様に正面からの攻撃は効かず、天井から吊り下がるワイヤーの途中についた円柱状のパーツにあるコアが弱点となる。一定のダメージでパーツが回転しコアの位置が変わるので、その度にボス本体にぶつからないように回り込む必要がある。2022年8月10日のアップデートでボス戦前辺りにジャンクションが追加、それによって次のステージ（5.x）が分岐するように。 | リリル・プロトタイプ                           |
| 4.1 | 肉弾・万雷轟く異空間         | 2023年5月31日のアップデートで追加された。『R-TYPE』5面をモデルにしているが難易度は高め。破壊不能なエネルギー体“ザグーム”やそれに触れると電気を纏い自機に対する当たり判定が広がる球体“ゼオネイト肉塊”とその上で弾を撃ってくる赤い“ゼオネイト血塊”、ザグームを四方に射出する大型バイド“ジャウローザ”も登場する。途中当ステージボスのベルメイトを彷彿させる中ボス“ゼオネイト”が出現、肉塊や血塊で覆われておりそれらを飛ばして攻撃してくる。ボス“ゼオネイトゼブブ”は肉塊や血塊などで攻撃してくる他、ある程度ダメージを与えると一定時間亜空間から一方的に攻撃してくる。肉塊・血塊やザグームが四方八方から多数襲来し、高難易度だと肉塊が全て血塊になる。難易度が低くても一瞬の油断が命取りとなる本作屈指の難関ステージ。クリアすると5.1へ進む。 | ゼオネイトゼブブ                               |
| 5.0 | 潜行・巨大結晶群生地         | シリーズ恒例となった水ステージ。高速で突進し地形にあたると反射する跳海月“スプリクヴァル”をかわしながらとある惑星の巨大な水中結晶洞窟を侵攻する。ボス戦前に登場するジャンクションによって次のステージ（6.x）が分岐する。ボスの“ウロボロス”は大量の小型バイド機体“アンフィビアンIII”を引き連れた大型のバイド機体。射撃や波動砲は使用せず攻撃手段は自機に向かって真っすぐ体当たりしてくるのみだが、追従するアンフィビアンIIIの数が非常に多く倒してもウロボロスが無限に生み出し補充を行う。 | ウロボロス                                     |
| 5.1 | 暗中・水没した研究施設跡     | 2022年8月10日のアップデートで追加された。5.0と同じく水ステージだが難易度は高め。シリーズでは珍しい潜水艦の敵である“N・ティラス”が登場する。ボスの“クラノス”は巨大な魚のような外見で、装甲で覆われている。そこに攻撃は効かず、隙間から露出したヒレや口の中のみダメージを与えられる。体当たりの他、画面外に逃げた後疑似餌を伸ばし先端をR-9AやアクアタランやN・ティラスに擬態させて攻撃を行う。稀に水陸両用POWアーマーに擬態させることがありそれを破壊するとアイテムを出す。クリアすると6.1へ進む。 | クラノス                                       |
| 6.0 | 転回・腐敗した浸食洞窟       | 糸のようなレールに沿って現れる糸虫“ガスパーダー”やゴントランのような回転砲台“ウスボーラック”を退けながら洞窟を進む。ボスの“マビストレーベルン”は『II』の最終ボスを彷彿させる巨大な珊瑚虫。貝のように上下の殻に挟まれた中心にコアがありその左右を貝柱のような壁が守り、殻の表面から無数の珊瑚が生えている、という外見をしている。射撃のような積極的な攻撃はしないものの、画面全体を移動・回転しながら珊瑚をぶつけようとしてくる。珊瑚は破壊可能だが、時間経過で再生する。弱点は中央のコアだが殻は破壊できず、殻の隙間から壁を破壊したうえでコアを狙う必要がある。 | マビストレーベルン                             |
| 6.1 | 浮上・未知の地下遺跡         | 幾何学的な模様が描かれた遺跡を進む。ボス戦まで下に向かってスクロールしていくステージとなっており、壁沿いから反射弾を発射する砲台“ラベンド”が多数出現する。反射弾は真っすぐ進むが、地形や途中大量に出現する三角形の物体“リデルタ”にあたると縦横無尽に反射し、さらにフォースで掻き消すことができないため回避が難しい。ボスの“プリンシパル・ウォール”は卵のような形状をしており、外側の装甲が開いて腕となりそこからレーザーなどの攻撃を行う。なお、ボスの撃破と同時に自機はバイド化、B-1Dに変化し次のステージに進むことになる。 | プリンシパル・ウォール                         |
| 6.2 | 突破・敵防衛システム         | 『FINAL』5.0面をモデルにしたステージ。バイドの中枢が存在する星に向けてのワープ中に出てきた敵を掃討する。原作のように自機の速度に比例して空間（画面）が歪むことは無い。“ゲインズ Link 999”とタブロック21型の編隊や“ストロバルト”“ストロバルト・ボマー”の弾幕が行く手を阻み、インスルーとは違いゴマンダーと関係なく単独で行動する、部位の破壊のみで完全には倒せない敵“アウトスルー”も登場する。途中には“POWアーマー”が無数に出現し、レーザークリスタルなどを大量獲得できるポイントも存在する。ボスの“SIN-G”は後述のシンジがモデル。2つに分離して前方からは誘導弾で、弱点のコアを持つ後方からはレーザーで攻撃する。ステージBGMは一部に『FINAL』F-A面のそれのアレンジが使われている。 | SIN-G                                          |
| 7.0 | 最終地点・次元戦闘機の墓場   | 6.0から続く最終ステージ。地面や天井が全てR-9AやR-9Fなどの次元戦闘機の残骸で構成されており、サブタイトル通り次元戦闘機の墓場のような状態となっている。ゴミの山と化した次元戦闘機を吸収しながら成長する、先端部がR-9WBとなっている大型バイド“フェンリル”を追跡する。途中にはPOWアーマーがバイドに完全浸食された“腐れPOWアーマー”、次元戦闘機の残骸が塊となって浮いている宇宙ゴミ“オルドワーカー”、天井から吊り下がるスライム“アルトリウム”に取り込まれ揺られながら射撃を続けるR-9Aなどが行く手を阻み、フェンリルもステージの随所でオルドワーカーの吸引と放出を行ったり、分裂波動砲を発射して攻撃を行う。フェンリルはステージの最後まで進むと蛹のような第2形態“アムズ・ヴァルト”に変化し、フジツボのような突起からオルドワーカーの吸引と極太レーザー攻撃を行ってくる。突起を全て破壊すると内部のコアが表面に出てきた上に自機のフォースと合体し、コントロールロッドの無い巨大なフォースのような第3形態“エンドオブフォース”として羽化する。このボス戦では第3形態になる際に『R-TYPE』のセオリー通りフォースをフォースシュートで接触させることで変化するのだが、第2形態において戦わずに放置しているとアムズ・ヴァルトが勝手にフォースを取り込みエンドオブフォースとなり、フォースが無い場合はそのままエンドオブフォースとなる。また、エンドオブフォースは時間経過で徐々に巨大化していくため、戦わずに放置していると最終的に画面を埋め尽くすほど巨大化したエンドオブフォースが回避不能の体当たりを行い、強制的にミスとなる。このステージをクリアすると、今まで通った道をゆっくり逆走し帰還する明るめのエンディングとなる。 | フェンリル アムズ・ヴァルト エンドオブフォース |
| 7.1 | 帰還？見覚えのある宇宙都市   | 6.1から続く最終ステージ。1.0の宇宙都市残骸内部を逆走する。ただし前ステージボスの影響を受けて自機がバイド系に変異したため、宇宙都市を抜けた後は本来味方であるはずの地球軍艦隊に攻撃される。前半は1.0の幼体が成長した“ガウパー成体”やそれの姿を模した水“トレジャー”などのバイドと戦い、後半は“R-9A4ウェーブ・マスター”“R-9DH3コンサート・マスター”などの地球軍と戦うことになる。なお、前ステージのリザルト画面や、ゲームオーバーになりリトライする画面で別の機体に乗り換えることで、変異していない通常の機体でこのステージを進むこともできる。最後に出てくる一隻の“ヘイムダル級宇宙戦艦”がボスとして扱われているが、このステージはヘイムダル級宇宙戦艦の頭上を通り抜けた先の地点にたどり着くだけでクリアとなるため、最初から一切戦わず素通りすることも可能。その場合、エンディング画面では先ほどまで無傷だったはずの艦隊が勝手に全滅している。このステージをクリアすると、単独で佇み、最後に地球に向かって軌道を変えていくエンディングとなる。 | ヘイムダル級宇宙戦艦                           |
| 7.2 | 最終地点・バイドの星中枢     | 6.2から続く最終ステージ。『TACTICS』地球軍編の最終ステージをモデルにしており、ステージ開始直後には友軍機が通り過ぎる演出がある他、道中の背景にコンバイラの形をした巨大な物体まである。帯状の波動“思念波”や、地形に埋もれた状態のまま稼働し続けている“残骸宇宙巡航艦のエンジン部”“残骸宇宙戦艦の陽電子砲”が障害物となる。さらに中ボスである2体の異次元海竜“サタニックラヴァーズ”が襲い掛かってくる上、バイドシステムαとバイドフォースの大編隊や近づくと次元戦闘機の形に変形する『FINAL』のメルトクラフトに似た特徴を持つ青い球体“次元戦闘機のような青い飛行体”の集団など他のステージとは比べ物にならないほど敵の数が多い。ボスも地球軍編の最終ステージに登場したボスであり、定期的に思念波の発射と正面の開口部の開閉を繰り返している。ボス戦で戦わずにいると、“漆黒の瞳孔”が放つ思念波が画面内に留まるようになり、最終的に画面全体を思念波が埋め尽くして回避不可能となり、強制的にミスとなる。漆黒の瞳孔を倒すと地球軍編のエンディングのように自機は漆黒の瞳孔の強力な吸引に飲み込まれそのまま消息不明となり、一筋の思念波がゆっくりと今まで通った道を逆走するエンディングとなる。 | 漆黒の瞳孔                                     |

### 『EVOLVED』限定ステージ
| 面   | STAGE                      | 解説 | ボス                           |
| ---- | -------------------------- | --- | ------------------------------ |
| E1.0 | 出撃・南の島の隠れ家       | 南国の秘密基地近くに出現したバイドを殲滅する。途中で攻撃をせず自機に弱点を絶対に向けない球状の謎の敵“目玉をもった結晶”が1匹登場する。ステージBGMは『R-TYPE』シリーズメインテーマのアレンジとなっている。 | シー・シマッシー               |
| E2.0 | 索敵・極寒の海に潜む影     | 3.0と同じく巨大戦艦ステージ。『Δ』3面をモデルにしており、吹雪が荒れ狂う海でシリーズでは珍しい水上艦船の敵である“ウェスプキウス級戦艦”と交戦する。水ステージでもあり、前半は空中にて機械系の敵と、後半は水中にて巨大戦艦ステージでは珍しい生物系の敵と戦うことになる。甲板には破壊してもしばらくすると再生する“ウェスプキウス・ビーム砲”“ウェスプキウス・ミサイルランチャー”など、艦首には主砲“ウェスプキウス・メガビーム砲”、船底には“イークラー”やそれがびっしり付いた“ウェスプキウス・ランチ”などが存在する。ボス“凍らせるもの”はウェスプキウス級戦艦に取り付いている生物系バイド。『海底大戦争』の如くその名の通り冷凍ビームで攻撃してくる。ステージBGMも『Δ』3面のそれのアレンジとなっている。 | 凍らせるもの                   |
| E3.0 | 探訪・かつての移住惑星     | 放棄された植民惑星の洞窟にあるバイドの巣を攻撃する。 | ビッグマム                     |
| E4.0 | 奔流・宇宙貿易ターミナル   | バイドに占領された宇宙貿易ターミナルを解放する。 | サイクロン44                   |
| E5.0 | 解明・海底の妖光           | 5.0・5.1と同じく水ステージ。自機や小型の魚バイド“シミューズ”を吸い寄せる中型バイド“ネア・チュリス”や、ビットアイテムの形をした疑似餌を持つアリジゴクのようなバイド“ラングレ”がいる。 | ボルティモ                     |
| E6.0 | 駆動・巨大歯車回廊         | 巨大な歯車だらけの回廊を突破する。道中の歯車はどれも電流が流れているらしく、接触するとミスとなる。その名の通り飛び跳ねつつ弾を撃ってくる“ホッパー・ホッパー”などが登場。ボス“ザ・グレート・プラネタリ・ギア”は巨大な遊星歯車機構状のバイド。 | ザ・グレート・プラネタリ・ギア |
| E7.0 | 到達・琥珀色の風が吹く場所 | E1.0から続く最終ステージ。『FINAL』F-A面と『TACTICS II』後編エンディングを組み合わせた謎の空間を進む。登場する敵は腐れPOWアーマーを除きバイドではないらしく、群棲する生命体“太陽ノ使者ノ衛兵”や目玉をもった結晶、金属生命体“装甲生物突撃艇”などのPhenomena（フェノメナ）となっている。ステージBGMは後述の『モノクローム』スキャット版となっている。このステージをクリアすると、ボス“次元の果ての主？”が出てきた水面のような場所から1匹の光る太陽ノ使者ノ衛兵が出てきて、後から続くように多数のPhenomenaが出現するエンディングとなる。 | 次元の果ての主？               |

### 競技モードステージ
| 面   | STAGE                        | 解説 |
| ---- | ---------------------------- | --- |
| R1.0 | 最強パイロット決定ステージ01 | 『FINAL』6.2面をモデルにしたステージ。電脳空間のような場所をひたすら進む。“光結晶のPOWアーマー”“光結晶のキャンサー”の他、光結晶化しつつある軍艦“幻影爆撃艦”などが新たに登場する。 |
| R2.0 | 最強パイロット決定ステージ02 | 2023年7月1日のアップデートで追加された。地球とブラックホールが見える宇宙ステーションをひたすら進む。“ターゲットコンテナ”“ムサシボウ”以外は主に他のステージに登場した敵の色・名称違いが登場する（別枠として登録される）。シリーズでは珍しいスコアアイテムが存在し、こちらも『海底大戦争』のトレジャーボールの色・名称違いとなっている。 |

### オマージュステージ（シーズンパック1）
| 面   | STAGE                                         | 解説 | ボス                              |
| ---- | --------------------------------------------- | --- | --------------------------------- |
| X1.0 | 火炎渦巻く兵器工場                            | セット1。『R-TYPE III』4面をオマージュしたステージ。自機が近づくと閉まる隔壁“ビッグシャッター”や炎の塊を吐き出す“ファイアキャスク”などが行く手を阻む。中ボス“リクジオネータ・F”を倒すと今まで通ったルートを逆走するシーンも再現されているが、プレス機によるトラップは無かったことになっている他、ファイアキャスクは破壊可能となっており出す炎は低難易度だと直前に赤い光でどこを流れるかが予告され、ボス“魔獣666”は耐久力が下げられているなど、原作より難易度は下がっている。リクジオネータ・Fは防御壁や砲台が一切無く、『TACTICS II』のリクジオネータにはあった非常に強力なチャージ兵器も無い。魔獣666は原作の行動パターンが再現されているが、接触するとミスとなる破壊不能な“ハイエナジーボール”は原作とは通るルートが異なっている。BGMはリクジオネータ・F戦では原作のボス戦のアレンジが使われ、魔獣666戦では欧米版の中ボス曲のアレンジが採用されている。 | 魔獣666（まじゅうトリプルシクス） |
| X2.0 | INSIDE OF RUINS（インサイド・オブ・ルインズ） | セット1。『R-TYPE LEO』5面をオマージュしたステージ。人工天体エデンの戦力を殲滅する。原作ではステージ全体が茶色中心の配色で古い洞窟のような雰囲気となっていたが、本作ではステージ全体が白色中心の配色で要塞のような雰囲気となっている。穴の開いた石の板のような姿から長方形の鉄の板のような姿となった多数の輸送台“クリフト”や画面の上端から下端まで連なった円柱型レーザー砲台“ラボール”、回転ゲート“キブログ”などの障害物が行く手を阻む。オマージュ元に準拠してPOWアーマーの代わりに“POWサーバー”が登場し、レーザークリスタルも一定時間で赤・青・黄と色が変化するものとなっている。ボスの“ルインズロイガー”は原作の行動が再現されているが、火炎弾がフォースで打ち消せる代わりに自機に向かって誘導するようになっている。他のオマージュステージ同様BGMは原作のそれをアレンジしたものであるが、ステージ開始・再開時の「スリー・ツー・ワン・レッツゴー！」という掛け声は再現されている。 | ルインズロイガー                  |
| X3.0 | 狂機                                          | セット2。『Δ』1面をオマージュしたステージ。シリーズでは珍しい地球の街中で戦う。バイドに汚染された“ゲインズB”や戦艦“アドバルード・ネオ”、蛇型飛行メカ“コントライト”が市街地を破壊している。ボスは“ツイン”と付いている通り1機だけだった原作と異なり2機存在し、原作と同様の行動を行う1機目を倒すと背後から2機目が現れ、追いかけていた1体目とは逆に逃げながら戦闘を行う形となる。 | モリッツGツイン                   |
| X4.0 | 地獄を駆ける巨船                              | セット2。『R-TYPE』3面をオマージュしたステージ。シリーズで最初に登場、『神仙伝』には隠しボス（ばいどせんかん）として登場した巨大戦艦である“グリーンインフェルノ”を追撃する。登場する敵はグリーンインフェルノ1隻とその護衛のみとかなり短いステージだが、シチュエーションが3つからランダムで選ばれる（見た目だけで地形や敵の配置は変わらない）。本作は通常地形に接触してもミスにはならないのだが、本ステージでは地形が溶岩や酸でできており、接触しただけでミスとなる。ステージBGMは『TACTICS II』から流用している。 | メイビーツ                        |
| X5.0 | 歪んだ生態系                                  | セット3。『FINAL』2.0 - 2.4面をオマージュしたステージ。原作とは異なる部分としてボスに天候を操作する能力は無く、代わりにライトが赤と青に点滅する天候操作装置“ウェザーリポート”が道中に2回出現し、これを破壊することでステージが原作と同様に変化する。最初は必ず2.2で始まり、1回目で2.1（赤） or 2.3（青）、2回目で2.0（赤・赤） or 2.2（赤・青）または2.2（青・赤） or 2.4（青・青）となる。ウェザーリポートは必ず狭い1本道を塞ぐように出現するため避けて通ることはできない。天候の変化により登場する敵も変化するのは原作と同じで、キートとキートコローニアンも健在。X4.0の反動か長めのステージとなっている。ボスは原作と大きく異なり繭の状態であったネスグ・オ・シームが孵化した存在。二本の触手を持つ球体の外見で、空中水中を自在に泳ぐ。画面内を動き回りながら環境によって形態の異なる“ネスグ・オ・シーム幼体”を生み出してくるが、幼体はボスに接触すると即死する。弱点は2本の触手の間にある青いコアだが、進行方向と逆方向にあり、触手が壁となるため攻撃を当てにくい。ステージBGMはそのまま流用しているが、ボス戦はアレンジされたものが使われている。なお、ウェザーリポートはステージ実装当初はライトが手前を向いていたが、アップデートにより向きが90度回転し、ライトが自機と向き合うように配置されている。 | ネスグ・オ・シーム成体            |
| X6.0 | 資源採掘場跡                                  | セット3。『II』4面をオマージュしたステージ。撃破すると後ろの個体が全て弾け飛ぶ歯車型戦車“ダギャー”の集団や耐久力の高いオーライの編隊など厄介な敵が多い。しかも電流が流れており、接触するとミスとなる破壊不能な可動障壁“クライン”が大量にある。特にボス戦はスクロールのスピードが上がる上クラインが引き続き登場するため難易度が高い。X1.0とは逆に難易度が上がっており、難易度が低くても一瞬の油断が命取りとなる本作屈指の難関ステージ。 | ライオス                          |
| X7.0 | 遭遇                                          | セット3。『R-TYPE』1面をオマージュしたステージ。だがシーズンパック1の最終ステージとあって難易度が調整されており、波動砲を撃つ巨大人型ロボット“スキャント”の数が増加し、最低難易度であっても後方から敵が登場するのが当たり前となっている。原作とは異なり菌糸類系のバイドに地形全体が侵食されており、それによる新規の敵“イズルー”“ペニタント”が追加され、さらに囲み砲台の防衛システム“ゴンドラン”は表面に菌糸系のバイドが張り付き、どこにコアがあるのか分かり難くなっている。ボスの“ドプケラドプス”も菌糸類系のバイドに侵食されており、1.0の個体よりも攻撃方法が増加しているが、相変わらず尻尾は動かさない。X4.0同様、ステージBGMは『TACTICS II』から流用している。このステージをクリアすると初代『R-TYPE』のエンディングを再現した、キャノピーの色が異なる多数のR-9Aと並走するエンディングとなる。 | ドプケラドプス                    |

### オマージュステージ（シーズンパック2）
| 面   | STAGE                      | 解説 | ボス                                                          |
| ---- | -------------------------- | --- | ------------------------------------------------------------- |
| Y1.0 | 蒼の洞窟                   | セット4。『II』2面をオマージュしたステージ。シリーズで初めて登場した水ステージであり、空中水中両方で戦闘を行う。シーズンパック2最初のステージであるが、撃破すると火を噴きながら急加速し特攻を行う生体魚雷“プリームス”もいるため、難易度は高めになっている。移動も攻撃もしないが地形に擬態し、うっかり接触するとミスとなる新敵“マーヨ”が追加されている。中ボス“ガスダーネッド”も健在だが、水面を歩いて移動するように変更されている。ボス“バラカス”は発射する弾が地形に接触すると“オーヴァム幼体”が飛び出してくるよう強化されている。“グランゼーラの集い2”にて九条がバラカスのデザイン、特に弱点部分が一部地域やハードで「卑猥な表現」と判断されたことを明かしており、そのため該当地域・ハードにてデザインが変更されている。 | バラカス                                                      |
| Y2.0 | 現実化した仮想訓練空間     | セット4。『イメージファイト』訓練3面をオマージュしたステージ。元々は訓練のための仮想現実だったが、バイドの影響によるものか宇宙で実体化し本物の戦場となった。原作は上方向に進むゲームであるが、本作ではシステムの関係上ステージが90度右に回転し、本シリーズと同じく右方向に進む形式となっている。OF系列の機体はオマージュ元の再現として機体を真上から見た状態になる。空間だけでなく敵も実体化しており、オマージュ元に準拠してPOWアーマーの代わりに“POWボックス”が登場するが、既にOF系の初期状態フォースをPOWボックスにしているためデザインが若干変更されている。ボスの“マイケル”は直進する青いレーザーと途中で90度屈折する緑のレーザーを発射する。最低難易度では緑レーザーを撃たないためあまり強くないが、高難易度だと原作のミヒャエル同様全てのレーザーが緑になる上全てが屈折するわけではないため判別が難しくなる。なお、ボス戦時の背景にはドップの残骸が数機漂っている。 | マイケル                                                      |
| Y3.0 | 要塞ゲイルロズ攻略戦       | セット5。『TACTICS II』要塞ゲイルロズ攻略作戦をオマージュしたステージ。木星と土星の間にある宇宙要塞ゲイルロズへ友軍機たちと共に突入・制圧する（友軍機は演出のみで自機の戦闘には全くかかわらない）。入口前には破壊不能な2つの球体“管制用ビーコン”がある。これに対して上中下の3つの通り方があり、どこを通ったかによって後半までのルートが3つから選ばれる。オマージュ元である地球連合軍とグランゼーラ革命軍の戦闘を再現しているため、本ステージでは7.1の後半のようにR戦闘機や軍艦が敵として登場し、バイドは一切登場しない。地形は要塞の壁に混じってヘイムダル級宇宙戦艦と“アンクルボダ級宇宙空母”が配置されており、接触するとミスになるものとならないものが混在している。ボスの“宇宙要塞ゲイルロズ制御室”は原作では占領対象として登場した施設を元にした本作オリジナルの敵。制御室自体は単なる施設の一部であり自衛手段を持たないため移動も攻撃もしないが、人型R戦闘機“TL-2A2 ネオプトレモス”が防衛のために引っ切り無しに現れては攻撃してくる上、戦う場所が壁に囲まれて狭いため攻撃の回避が難しい。また、制御室は後方の壁に配置されているため、一部を除いて波動砲を当てることができない。ステージBGMは『TACTICS II』から流用している。このステージから開始すると特殊な出撃シーンが観れる。                                             | 宇宙要塞ゲイルロズ制御室                                      |
| Y4.0 | 侵食                       | セット5。『Δ』4面をオマージュしたステージ。バイドに汚染され暴走した、地球軌道上に浮かぶ宇宙要塞アイギスを奪還する。アイギスには『R-TYPE』にて活躍したR-9Aが戦闘によりバイドに汚染された状態のまま保存されており、これが原因で要塞が丸ごと汚染され暴走してしまった。X3.0ボスのモチーフであるモリッツGは元々この要塞に格納されており、バイドの汚染により暴走し地上に投下され『Δ』1面（X3.0）の状況を生み出した、という経緯がある。Y3.0に続いて宇宙要塞が舞台だが、6.1とは逆にクリアまで終始上方向にスクロールするのが特徴。オマージュ元と比較すると、ステージの右端から左端までが一画面に収まり横スクロールが無くなっているのと、ステージの縮小にあわせてレーザー母艦“パーソロン級宇宙巡洋艦”もデザインが変更され小さくなっている以外はほとんど変わらず、壁に突き刺さった一隻のパーソロン級宇宙巡洋艦が小型レーザー機“ファンネラ”を射出してくる場面や、ボスの“Q.T.キャット”の登場時にドリルのような先端部分が開閉する演出、Q.T.キャットを倒すと格納されていたR-9Aが飛び出してくる演出も忠実に再現している。 | Q.T.キャット                                                  |
| Y5.0 | 忘れられた研究所           | セット6。『FINAL』4.0面をオマージュしたステージ。バイドの汚染によって放棄された、バイドの兵器転用を研究する火星の研究所を進む。中ボス“キャタピガード”も健在だが、ダメージ判定部位が変更されている。ボスの“ザブトム・ノノシス”は『II』1面のザブトム、『FINAL』4.0面のドプケラドプス・マットウシスを融合させたオリジナルの敵。大型のザブトムであり、背景も『II』1面のザブトム戦のそれに変更されている。頭部の仮面の制御装置を破壊する第1段階、腹部の増加装甲の制御装置を破壊する第2段階、頭部が外れて落下しベルメイトを彷彿させる本体が腹部内から出て来る第3段階で構成されている。ドプケラドプスとは異なり第2形態で尻尾攻撃を行う。本体は『FINAL』だとまとわりついた肉塊は一度破壊すると二度と再生しなかったが、こちらでは一定時間経過すると再生するようになっている。BGMはそのまま流用している。 | ザブトム・ノノシス                                            |
| Y6.0 | 冥王星基地グリトニル攻略戦 | セット6。『TACTICS II』突入！グリトニルをオマージュしたステージ。冥王星付近にある宇宙基地グリトニルへ友軍と共に進攻・制圧する。ゲイルロズと同じく敵はR戦闘機や戦艦のみで、バイドは一切登場しない。POWアーマーの代わりに“スコープダック”が登場する。ボスの“宇宙要塞グリトニル制御室”は原作では占領対象として登場した施設を基にした本作オリジナルの敵。宇宙要塞ゲイルロズ制御室と同じく自衛手段を持たないため移動も攻撃もしないがTL-2A2が防衛のために引っ切り無しに現れ、“TL-2B2 ヒュロス”が最初の護衛として1機だけ出てくる。また、宇宙要塞グリトニル制御室も後方の壁に配置されており一部を除いて波動砲を当てることができない。Y3.0同様ステージBGMは『TACTICS II』から流用している。難易度BYDO以上の場合、宇宙要塞グリトニル制御室を破壊してもクリアにならずステージを逆走し始め、ステージの途中で障害物となっていた“アングルボダ級宇宙空母ワープ航法仕様”がグリトニルを脱出しようとするため、これを追撃する新たな展開になり、BGMも『TACTICS II』のエンディングテーマになる。アングルボダ級宇宙空母ワープ航法仕様も武装を持たないため自ら攻撃を行うことはないが、“R-9A4 ウェーブマスター”や“R-9DP3 ケンロクエン”の編隊がプレイヤーの妨害を行う。このステージから開始すると特殊な出撃シーンが観れる。                                | 宇宙要塞グリトニル制御室 アングルボダ級宇宙空母ワープ航法仕様 |
| Y7.0 | 生体洞                     | セット6。『R-TYPE』2面をオマージュしたステージ。バイドの巣窟と化した“生きている”洞窟での最終決戦に挑む。シーズンパック2の最終ステージとあって難易度が調整されており、X6.0同様難易度が上がっている。地形から出現する原作のガウバーに該当する“ガウパー古体”の他、異常に膨れた腹から幼体の群れが出てくる“ガウパー母体”が新たに登場する。“培養槽”は接触するとミスとなるが『Δ』同様破壊可能となっており、破壊するとミスにならなくなる。ボスは原作と同じくゴマンダーだが比較にならないほど巨大化しており、“インスルー”が出入りする穴が増えており位置も異なっている。また、最初は原作と同じく攻撃はインスルー任せだが、ある程度ダメージを与えると吸引して自機を引き寄せたりなど自身も攻撃を行うようになる。インスルーは最大3匹登場。アウトスルーは登場しないが、難易度R-TYPER以上で戦闘が長引くと画面奥の方にバラカスがワープアウトしてくる演出が加わる（攻撃はしてこない）。X7.0とは異なり戦わずに放置しているとボスが画面上部まで移動し、最終的に画面全体をボスが埋め尽くし、押しつぶされて強制的にミスとなる。このステージをクリアするとシーズンパック1と同様初代『R-TYPE』のエンディングを再現した、キャノピーの色が異なる多数のR-9Aと並走（背景のみ異なり生体洞の中となっている）し、巨大な謎の球体の前で止まるエンディングとなる。 | エストラス・ゴマンダー                                        |

### オマージュステージ（シーズンパック3）
| 面   | STAGE            | 解説 | ボス                                      |
| ---- | ---------------- | --- | ----------------------------------------- |
| Z1.0 | 緑輝く惑星で     | セット7。『ミスターヘリの大冒険』1面をオマージュしたステージ。地球に良く似た自然溢れる美しい惑星を征服するMUDDYを殲滅する。原作がファンシー寄りな作風だったため特に敵のデザインが浮いて見える。中ボス“ミサイルヘリ”も健在だが、ステージ進行は止まらないため無視することが可能に。オマージュ元に準拠してPOWアーマーが登場せず破壊可能ブロックの中にアイテムが埋まっており、ブロックを破壊することでアイテムを入手できるが、このブロックに接触するとミスとなる。ボス“モノアイ”はある程度ダメージを与えると赤く滲み動きが速くなる。 | モノアイ                                  |
| Z2.0 | 深海巨大遺跡     | セット7。『海底大戦争』3面をオマージュしたステージ。ステージ開始時から既にボス“防人「荘厳」”が登場しており、下から壁を上って追いかけてくる。これに対して上に逃げる形でステージが進行していくが、道中は邪悪な秘密結社D.A.S.（デストロイ・アンド・サツジン）とその中型潜水艦“シーラカンス級潜水艦”や小型潜水艦“マッカレル”などが立ち塞がる。オマージュ元に準拠して水陸両用POWアーマーの代わりに“POWボート”が登場する。天辺まで来るといよいよ防人「荘厳」との直接対決となりダメージが通るようになる。頭部が弱点なのは変わらないが、デザインは岩巨人のような外見からハイテク感のある一つ目の巨人に差し替えられている。 | 防人「荘厳」（さきもり「そうごん」）      |
| Z3.0 | 永眠の都市       | セット8。『FINAL』1.0面をオマージュしたステージ。バイドによって破壊されて地球に落下し、流体金属系バイドに支配されたスペースコロニー「エバーグリーン」を攻略する。エースパイロットマット・ゲーブルズ大尉の愛機だった“ゲインズF”や巨大蟹型生物兵器“ギロニカ”などが登場する。高難易度だとステージの途中でバイドシステムαとバイドフォースが1体突っ込んでくる。ボス“Xelf-16”は攻撃が変更されている。 | Xelf-16（ゼルフ-シックスティーン）        |
| Z4.0 | 増設基地         | セット8。『II』5面をオマージュしたステージ。“オブロス”が金属ブロックを生み出し、“ケブロス”が金属ブロックを破砕する基地を攻略する。旧型のキャンサーである“キャンサー89型”、胸部のボルトブラストキャノンや4つのアタックビットで攻撃してくる巨大人型ロボット“ガイダッカー”なども登場する。 | ブレンドア                                |
| Z5.0 | 前線基地         | セット9。『R-TYPE』4面をオマージュしたステージ。ただし『FINAL』6.2面の要素が加えられ雰囲気ががらりと変わっており、R1.0同様電脳空間のような場所になっている。敵も光結晶化したバイドばかり。 | コンバイラー                              |
| Z6.0 | 覚醒             | セット9。『Δ』6面をオマージュしたステージ。大型の赤いバイド“イヴ”や中ボス“ノーザリー”などが登場。セット8を購入している場合、ボス戦前辺りに登場するジャンクションによって次のステージ（Z7.x）が分岐する。ボス戦前に登場する中ボス“R-9A アロー・ヘッド”はQ.T.キャットに格納されていたかつての英雄。完全にバイドと化しておりフォースを装備し、同じくバイド化した“R-11A ピース・メーカー プロトタイプ”を2機引き連れている。ボスの“ドプケラドプスδ”は尻尾攻撃も行う。 | ドプケラドプスδ（デルタ）                 |
| Z7.0 | 月面基地侵入作戦 | セット9。『イメージファイト』実戦2面と3面をオマージュしたステージ。砕け散った月の奥底にある暴走したマザーコンピューター破壊に挑む。Y2.0同様右方向に進む形式となっており、OF系列の機体は機体を真上から見た状態になる。2つのステージを通しで進行し、実戦2面ボスの“シンジ”は中ボス扱いとなっている。直進後自機に向かって90度屈折する太い弾を撃ってくる“フォトンドーニ”や大型浮遊戦車“バース”なども登場。ボスの“マリコ”はOFX-Xの名称の由来となったマザーコンピューター。OFX-Xを使用している場合ちょっとした変化が起きる。このステージをクリアすると『イメージファイト』のエンディングを再現した、動かなくなった自機が宇宙を漂いながら地球へ向かい、傷だらけの大型作業艇に回収される直前で爆発するバッドエンディングとなるが、何かしらの条件を満たすと爆発せず無傷の大型作業艇に回収されるグッドエンディングとなる。 | マリコ                                    |
| Z7.1 | 夏の夕暮れ       | セット9。『FINAL』F-B面をオマージュしたステージ。隠し要素であり、前述の通りセット8と9を購入した人のみプレイ可能。夕暮れのエバーグリーンを逆走するが、原作とは異なり実際の夕暮れである。7.1同様前ステージボスの影響を受けて自機がバイド系に変異しており、Z4.0にも登場した流体金属バイドの“メルト・クラフト”からは同族のバイドとして認識されず、本来味方であるはずのR戦闘機からも攻撃される。ボスは“R-99 ラスト・ダンサー”。装備しているフォースを画面外に飛ばして別のフォースをどこからともなく呼び出し装着する。フォースだけでなく波動砲も複数の種類を使い分け、倒さずに長時間経過するとギガ波動砲をフルパワーで撃ち込まれ強制的にミスとなる。オマージュステージとしては珍しくアレンジBGMではない。ステージBGMはメインメニュー、ボスBGMはメインステージ最終ボスのそれが使われている。自機がR-99の場合、ボスが原作を再現した“R-9A アロー・ヘッド”に差し替わり、原作通り自機のフォースを乗っ取りスタンダード・フォースとして装着する。フォースが無い場合はスタンダード・フォースをワープさせてくる。 | R-99 ラスト・ダンサー R-9A アロー・ヘッド |

## 主題歌
- エンディングテーマ1『モノクローム』 - 作曲・歌：飯田舞　歌（スキャット版）：haruka
- エンディングテーマ2『灯火』 - 歌：飯田舞
- エンディングテーマ1（E7.0）『あの花が散る前に』 - 歌：飯田舞[25]　歌（スキャット版）：haruka